# 2007 en ski
| Années du ski : 2004 - 2005 - 2006 - 2007 - 2008 - 2009 - 2010    |
| Décennies du ski : 1970 - 1980 - 1990 - 2000 - 2010 - 2020 - 2030 |

Cette page liste les principaux événements de l'année 2007 en ski.

## Principaux rendez-vous

### Biathlon
- Coupe du monde de biathlon 2007 : commencée le 28 novembre 2006 à Östersund (Suède), elle se termine le 18 mars 2007 à Khanty-Mansiysk (Russie).
- Championnats du monde jeunes et juniors : se déroulent du 22 au 31 janvier 2007 à Martell-Val Martello (Italie) [1].
- Championnats du monde de biathlon 2007 : 41e édition, se déroulent du 2 au 11 février 2007 à Anterselva (Italie).
- Championnats d'Europe de biathlon 2007 : se déroulent du 19 au 25 février 2007 à Bansko (Bulgarie).

### Ski alpin
- Coupe du monde de ski alpin 2007 : commence le 11 novembre 2006 par un slalom féminin organisé à Levi et s'achève le 18 mars 2007 lors des finales annuelles de Lenzerheide (Suisse).
- Championnats du monde de ski alpin 2007 : la 39e édition se déroule du 3 au 18 février 2007 à Åre en Suède (Suède).
- Championnats du monde juniors de ski alpin 2007 : organisés du 3 au 11 mars 2007 à Flachau et Altenmarkt (Autriche).

### Ski nordique
- Championnats du monde de ski nordique 2007 : 47e du nom, ils se déroulent du 22 février au 4 mars 2007 à Sapporo (Japon).

#### Combiné nordique
- Coupe du monde de combiné nordique 2007 : débutée le 25 novembre 2006 à Kuusamo, elle se termine le 18 mars 2007 à Oslo.
- Championnats du monde juniors : du 14 au 18 mars 2007 à Tarvisio (Italie) [2].

#### Saut à ski
- Coupe du monde de saut à ski 2007 : commencée le 24 novembre 2006 à Kuusamo en Finlande, elle s'achève le 25 mars 2007 à Planica (Slovénie).
- Tournée des quatre tremplins : 55e du nom, se déroule du 30 décembre 2006 au 7 janvier 2007.
- Grand Prix d'été de Saut à ski 2007 : commence le 11 août 2007 à Hinterzarten et se termine le 6 octobre 2007 à Klingenthal.

#### Ski de fond
- Coupe du monde de ski de fond 2007 : commencée le 26 octobre 2006 à Düsseldorf, elle s'achève le 25 mars 2006 à Falun (Suède).
- Tour de Ski 2006-2007 : première édition, se déroule du 29 décembre 2006 au 7 janvier 2007 à travers l'Allemagne et l'Italie.
- Championnats du monde juniors : organisées à Tarvisio du 12 au 18 mars 2007[3].

### Ski acrobatique
- Coupe du monde de ski acrobatique 2007 : entamée le 9 décembre 2006 en Chine, elle s'achève le 3 mars 2007 à Voss (Norvège).
- Championnats du monde de ski acrobatique 2007 : 11e édition, ils se déroulent du 5 au 11 mars 2007 à Madonna di Campiglio (Italie).

### Snowboard
- Coupe du monde de snowboard 2007 : commencée le 13 octobre 2006 à Landgraaf aux Pays-Bas, elle se termine le 18 mars 2007 à Stoneham (Canada).
- Championnats du monde de snowboard 2007 : septième édition, organisés du 14 au 20 janvier 2007 à Arosa (Suisse).

## Faits marquants de l'année 2007

### Janvier 2007
- 7 janvier : l'Allemand Tobias Angerer et la Finlandaise Virpi Kuitunen s'imposent dans la première édition du Tour de Ski après six étapes disputées[4],[5].

- 7 janvier : le Norvégien Anders Jacobsen remporte l'édition 2007 de la Tournée des quatre tremplins[6],[7].

- 14 - 20 janvier - Championnats du monde de snowboard 2007 :
  - avec trois médailles d'or, la France termine en tête du tableau des médailles.

### Février 2007
- 2 - 11 février - Championnats du monde de biathlon 2007 :
  - 2 février : ouverture des championnats. Les premières épreuves débutent le lendemain.
  - 6 février : le Français Raphaël Poirée remporte son septième titre mondial en gagnant l'individuelle 20 km ; le dernier de sa carrière puisque le biathlète annonce sa retraite après l'épreuve[8].
  - 11 février : clôture des championnats qui voient l'Allemagne terminer en tête du tableau des médailles. Avec trois médailles d'or, l'Allemande Magdalena Neuner, seulement âgée de 18 ans, est la biathlète la plus titrée des championnats.

- 6 - 18 février - Championnats du monde de ski alpin 2007 :
  - 3 février : ouverture des championnats. Les premières épreuves n'ont lieu que le 6 février, la météo capricieuse empêchant le calendrier initial de se dérouler.
  - 18 février : clôture des Mondiaux. Avec neuf médailles, trois de chaque métal, l'Autriche termine en tête du tableau des médailles. À titre individuel, la Suédoise Anja Pärson qui remporte quatre médailles dont trois en or est la grande dame des championnats. Chez les hommes, Aksel Lund Svindal se distingue avec deux couronnes mondiales.

- 16 février : le Norvégien Audun Groenvold et la Française Ophélie David remportent la coupe du monde de skicross après les épreuves organisées au Japon[9].

- 25 février : le Canadien Steve Omischl et l'Australienne Jacqui Cooper remportent la coupe du monde de saut acrobatique après les épreuves d'Apex (en) (Canada) [10].

### Mars 2007
- 2 mars : l'Australien Dale Begg-Smith et la Canadienne Jennifer Heil gagnent la coupe du monde de ski de bosses après leur victoire respective à Voss[11].

- 3 mars : clôture de la coupe du monde de ski acrobatique. Dale Begg-Smith et Jennifer Heil remportent les classements généraux.

- 5 - 11 mars - Championnats du monde de ski acrobatique 2007 :
  - avec cinq médailles dont trois en or, le Canada termine en tête du tableau des médailles.

- 10 mars : la fondeuse finlandaise Virpi Kuitunen s'assure le gain du gros Globe de cristal de la coupe de ski de fond après un succès à Lahti[12].

- 14 mars : l'Allemand Tobias Angerer est assuré de remporter le classement général final de la coupe du monde de ski de fond pour la seconde fois consécutive[13].

- 17 mars : le biathlète allemand Michael Greis remporte le gros Globe de cristal récompensant le meilleur biathlète de l'hiver.

- 17 mars : le Norvégien Aksel Lund Svindal remporte le Globe de cristal du slalom géant après son succès à Lenzerheide[14]

- 17 mars : le Finlandais Hannu Manninen remporte pour la quatrième fois consécutive le classement général de la coupe du monde de combiné nordique après l'annulation de l'épreuve prévue à Oslo[15].

- 18 mars : malgré la victoire de son principal concurrent Benjamin Raich, Aksel Lund Svindal remporte le Globe de cristal en terminant l'hiver en tête au classement général[16].

- 18 mars : clôture de la saison 2007 de biathlon. L'Allemande Andrea Henkel remporte le classement général chez les femmes.

- 18 mars : fin de la saison 2007 de combiné nordique. Le Français Jason Lamy-Chappuis gagne le classement de la coupe du monde de sprint[17].

- 21 mars : le fondeur norvégien Jens Arne Svartedal remporte la coupe du monde de sprint après l'épreuve organisée à Stockholm[18].

- 25 mars : le Polonais Adam Malysz remporte pour la quatrième fois de sa carrière le classement général de la coupe du monde de saut à ski. Il devient ainsi l'égal du Finlandais Matti Nykänen quadruple vainqueur du Globe de cristal dans les années 1980[19].

### Octobre 2007
- 6 octobre : l'Autrichien Thomas Morgenstern remporte le Grand Prix d'été de Saut à ski 2007.

## Tableau d'honneur des classements des coupes du monde
| Sport Lien            | Classement général final | Classement général final | Coupe des nations | Coupe des nations | Coupe des nations |
| --------------------- | ------------------------ | ------------------------ | ----------------- | ----------------- | ----------------- |
| Sport Lien            | Masculin                 | Féminin                  | Masculin          | Féminin           | Global            |
| Biathlon 2007         | Michael Greis            | Andrea Henkel            | Russie            | Allemagne         | -                 |
| Combiné nordique 2007 | Hannu Manninen           | -                        | Autriche          | -                 | -                 |
| Saut à ski 2007       | Adam Malysz              | -                        | Autriche          | -                 | -                 |
| Ski acrobatique 2007  | Dale Begg-Smith          | Jennifer Heil            | -                 | -                 | Canada            |
| Ski alpin 2007        | Aksel Lund Svindal       | Nicole Hosp              | Autriche          | Autriche          | Autriche          |
| Ski de fond 2007      | Tobias Angerer           | Virpi Kuitunen           | Norvège           | Finlande          | Norvège           |